# Warren Barrett
Warren Barrett (Saint James, 9 settembre 1970) è un ex calciatore giamaicano, di ruolo portiere.

## Carriera

### Club
Soprannominato "Boopie", Barrett ha giocato soltanto in Giamaica e, per tutta la sua carriera, nel Violet Kickers, trasferendosi solo per un anno in un'altra squadra, il Wadadah Football Club, sempre in Giamaica, nella stagione 1999-2000.

### Nazionale
Ha giocato (in alcune occasioni da capitano) nella Nazionale giamaicana, disputando con questa i Mondiali 1998 e arrivando terzo alla CONCACAF Gold Cup 1993. Disputa la sua ultima partita internazionale nella CONCACAF Gold Cup 2000, entrando durante la gara contro l'Honduras per sostituire Winston Griffiths in seguito all'espulsione di Aaron Lawrence.
Con la Nazionale conta 127 presenze.

## Palmarès

### Club

#### Competizioni nazionali
- Campionato giamaicano di calcio: 2

Violet Kickers: 1994, 1996